# Whartonius rugulosus
Whartonius rugulosus är en stekelart som först beskrevs av Cameron 1887.  Whartonius rugulosus ingår i släktet Whartonius och familjen bracksteklar. Inga underarter finns listade i Catalogue of Life.